# Martin Komárek (novinář)
Martin Komárek (* 13. února 1961 Praha) je český novinář, komentátor, spisovatel a bývalý politik, syn prognostika a federálního vicepremiéra Valtra Komárka. Do června 2013 působil jako komentátor v deníku MF DNES. Poté začal spolupracovat s hnutím ANO podnikatele Andreje Babiše, ačkoli jej dříve kritizoval za podezřelé a neprůhledné zbohatnutí a za šíření nepodložených zvěstí o korupci u jiných. Za hnutí zasedal v letech 2013 až 2017 v Poslanecké sněmovně Parlamentu ČR, kde byl také předsedou volebního výboru. V září 2019 se stal  šéfkomentátorem regionálních Deníků.

## Osobní život
Absolvoval Filozofickou fakultu Univerzity Karlovy v Praze, obory marxisticko-leninská filosofie a politická ekonomie. Po studiu působil na fakultě jako odborný asistent. V roce 1985 nastoupil do svazáckého deníku Mladá fronta, přejmenovaného po roce 1989 na Mladá fronta DNES, kde do roku 2013 působil jako hlavní komentátor. Byl členem KSČ.
Ve volbách do Poslanecké sněmovny PČR v roce 2013 byl zvolen v Libereckém kraji jako lídr hnutí ANO. V komunálních volbách v roce 2014 kandidoval za ANO do Zastupitelstva městské části Praha 5, ale neuspěl. Na III. sněmu ANO byl na konci února 2015 zvolen členem předsednictva hnutí (získal 100 hlasů ze 186 možných, tj. 54 %), funkci zastával do února 2017. Byl předsedou volebního výboru Sněmovny. Ve volbách do Poslanecké sněmovny PČR v roce 2017 již nekandidoval.
Byl manželem básnířky Sylvy Fischerové. Má pět dětí. V září 2014 s oženil s Petrou Komárkovou. Vyznáním je římský katolík.

## Výbor z díla
- 2014 – Doživotí aneb Knoudi. Praha: Daranus.
- 2014 – Vražda slonobijkou. Praha: XYZ.
- 2014 – Moc nemocných. Praha: Práh.
- 2013 – Poslední slovo Valtra Komárka -- Nedokončený rozhovor otce se synem. Praha: Práh.
- 2012 – Jak nepřežít konec světa. Praha: XYZ.
- 2008 – Bůh nezná budoucnost -- Esej o víře. Praha: Prostor.
- 2006 – Unie jaká je -- aneb proč se Francouzi bojí polských instalatérů. Praha: Prostor.
- 2004 – Kdy už dědku zkapeš? Praha: Práh.
- 2003 – Rytíři noci. Kniha druhá, Rytíři krve. Praha: Wales.
- 2002 – Rytíři noci. Kniha první, Rytíři kříže. Praha: Wales.
- 2000 – Smrťáci. Praha: Hynek.
- 1998 – Králíček vám dodá lesku. Praha: Hynek.
- 1996 – Mefitis. Praha: Triáda.
- 1990 – Dřevěná panenka. Praha: AG kult.